# Полутиха (Вологодская область)
Полутиха — деревня в Харовском районе Вологодской области.
Входит в состав Слободского сельского поселения, с точки зрения административно-территориального деления — в Слободской сельсовет.
Расстояние по автодороге до районного центра Харовска — 55 км, до центра муниципального образования Арзубихи — 6 км. Ближайшие населённые пункты — Арзубиха, Макаровская, Перекс.
По переписи 2002 года население — 4 человека.